# 捷斯赫姆区
捷斯赫姆区（俄语：Тес-Хемский кожуун），圖瓦語音譯「特斯-海姆」，是俄羅斯圖瓦共和國的一个区，行政中心为萨马加尔泰，人口8,174（2010年）。